# Boulevard de Beaumont
Pour les articles homonymes, voir Beaumont.
Le boulevard de Beaumont est une voie marseillaise située dans le 12e arrondissement de Marseille. 

## Situation et accès
Elle va de l’avenue du 24-Avril-1915 à la rue Charles-Kaddouz.
Il s’agit d’une rue en ligne droite comportant deux sections à sens unique sur toute sa longueur. Le sens de ces deux sections rejoint la place Pasteur. Elle est parallèle au boulevard des Fauvettes.
Elle est desservie par les lignes de bus    du réseau RTM.

## Origine du nom
La rue doit son nom au quartier de Beaumont qu’elle traverse.

## Historique
Le boulevard est classé dans la voirie de Marseille le 23 juillet 1956.